# 奧爾頓 (堪薩斯州)
奧爾頓（英語：Alton）是一個位於美國堪薩斯州奧斯伯恩縣的城市。

## 地方資料
根據2020年美國人口普查的數據，奧爾頓的面積為0.80平方千米，當中陸地面積為0.80平方千米，而水域面積為0.00平方千米。當地共有人口100人，而人口密度為每平方千米125人。